# Narodowy Bank Serbii

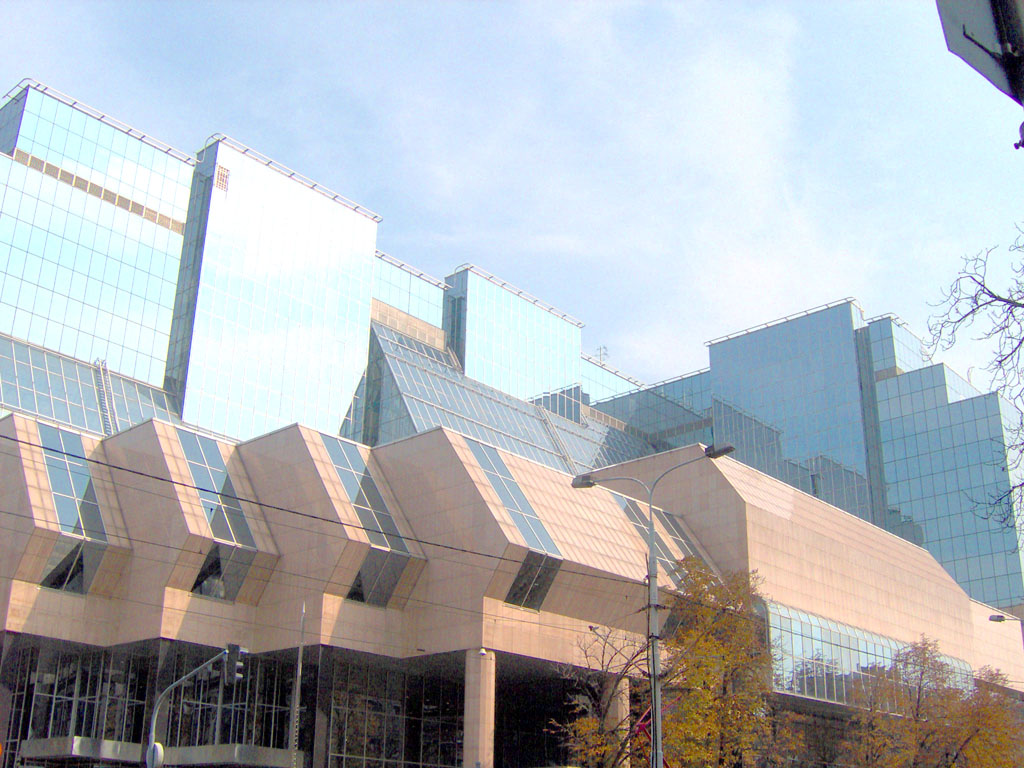
Narodowy Bank Serbii

Narodowy Bank Serbii (serb. Narodna Banka Srbije/Народна банка Србије) – serbski bank centralny z siedzibą w Belgradzie.
Podstawowym celem działalności Narodowego Banku Serbii (NBS) jest osiągnięcie i utrzymanie stabilnego poziomu cen. NBS przysługuje wyłączne prawo emitowania znaków pieniężnych Serbii. Do zadań banku należy także: organizowanie rozliczeń pieniężnych, prowadzenie gospodarki rezerwami dewizowymi, prowadzenie działalności dewizowej, prowadzenie bankowej obsługi budżetu państwa, regulowanie płynności banków oraz ich refinansowanie, kształtowanie warunków niezbędnych dla rozwoju systemu bankowego, sprawowanie funkcji nadzoru bankowego, regulowanie działalności na rynku bankowym.

## Historia
Pierwszy bank centralny w Serbii – Uprzywilejowany Narodowy Bank Królestwa Serbii – założono w 1884 na wzór instytucji belgijskiej. 
Po I wojnie światowej i zjednoczeniu Słowian południowych w jedno państwo w 1918 – Państwo Słoweńców, Chorwatów i Serbów, bank został przemianowany w 1920 roku na Narodowy Bank Królestw Serbów, Chorwatów i Słoweńców. W 1929 wraz z powstaniem Królestwa Jugosławii bank ponownie zmienił nazwę na Narodowy Bank Królestwa Jugosławii a jego głównym celem stało się utrzymanie integralności i wartości waluty Królestwa. 
Podczas II wojny światowej (od kwietnia 1941 do października 1944) Bank funkcjonował poprzez swój oddział w Londynie. 
We wrześniu 1946 Bank został znacjonalizowany, zmieniając nazwę na Narodowy Bank Jugosławii. W 2003 roku Bank zmienił nazwę na Narodowy Bank Serbii. 

## Organizacja
Ustawowymi organami Banku są: Rada Zarządu, Prezes Narodowego Banku Serbii i Rada Prezesa.  

### Rada Zarządu
Rada Zarządu wyznacza politykę pieniężną i politykę kursu walutowego. Rada ustala wysokość podstawowych stóp procentowych, określa zasady operacji otwartego rynku oraz ustala zasady i tryb naliczania i utrzymywania rezerwy obowiązkowej. Decyduje o przyznawaniu (cofaniu) licencji bankowych, licencji dla firm ubezpieczeniowych i innych podmiotów finansowych. Spotkaniom Rady przewodniczy Prezes NBS.

### Prezes Narodowego Banku Serbii
Prezes Narodowego Banku Serbii jest powoływany na 6-letnią kadencję przez Zgromadzenie Narodowe. Prezes NBS odpowiada za realizację polityki banku centralnego, m.in. za wdrażanie w życie decyzji Rady Zarządu. Od sierpnia 2012 roku Prezesem Banku jest Jorgovanka Tabaković (stan na 2018 rok).

#### Lista Prezesów Banku Serbii
Lista podana za informacjami na stronie internetowej Banku Serbii:
|  | Narodowy Bank Królestwa Serbii: - Aleksa Spasić (marzec–październik 1884) - Filip Hristić (1885–1890) - Đorđe Vajfert (1890–1902) - Tihomilj J. Marković (1902–1912) Narodowy Bank Królestwa Serbii, Chorwatów i Słoweńców: - Đorđe Vajfert (1912–1926) - Ljubomir Srećković (marzec-czerwiec 1928) Narodowy Bank Królestwa Jugosławii: - Ignjat J. Bajloni (1928–1934) - Melko Čingrija (od kwietnia 1934 do lutego 1935) - Milan Radosavljević (1935–1939) - Dragutin K. Protić (1939–1940) - Milan Radosavljević (styczeń 1941) | Bank Narodowy Socjalistycznej Federacyjnej Republiki Jugosławii: - Tanasije Zdravković (od 28 listopada 1945 do 30 kwietnia 1946) - Obren Blagojević (od 1 maja 1946 do 31 grudnia 1948) - Marijan Dermastija (od 1 stycznia 1949 do 25 października 1951) - Sergije Krajger (od 26 października 1951 do 30 czerwca 1953) - Vojin Guzina (od 1 lipca 1953 do 20 czerwca 1958) - Janko Smole (od 21 czerwca 1958 do 15 czerwca 1962) - Nikola Miljanić (od 16 czerwca 1962 do 31 maja 1969) - Ivo Perišin (od 1 listopada 1969 do 31 grudnia 1971) - Branislav Čolanović (od 1 marca 1972 do 2 czerwca 1977) - Ksente Bogoev (od 3 czerwca 1977 do 25 grudnia 1981) - Radovan Makić (od 26 grudnia 1981 do 31 maja 1986) - Dušan Vlatković (od 7 czerwca 1986 do 14 lipca 1992) | Bank Narodowy Federacyjnej Republiki Jugosławii: - Vuk Ognjanović (od 15 lipca 1992 do 15 lipca 1993) - Borisav Atanacković (od 16 lipca 1993 do 20 października 1993) - Dragoslav Avramović (od 2 marca 1994 do 15 maja 1996) - Dušan Vlatković (od 26 czerwca 1997 do 27 listopada 2000) - Mlađan Dinkić (od 28 listopada 2000 do 3 lutego 2003) Bank Narodowy Serbii: - Mlađan Dinkić (od 4 lutego 2003 do 22 lipca 2003) - Kori Udovički (od 23 lipca 2003 do 25 lutego 2004) - Radovan Jelašić (od 25 lutego 2004 do 28 lipca 2010) - Dejan Šoškić (od 29 lipca 2010 do 6 sierpnia 2012) - Jorgovanka Tabaković (od 7 sierpnia 2012) |

### Rada Prezesa
Rada Prezesa przyjmuje na wniosek Rady Zarządu i za zgodą rządu określony reżim kursu wymiany dinara. Zatwierdza plan finansowy banku centralnego oraz sprawozdanie z działalności NBS.

#### Skład Rady Prezesa
Lista podana za informacjami na stronie internetowej NBS w dniu 9 września 2018 roku: 
- Nebojša Savić
- Stojan Stamenković
- Miladin Kovačević
- Nikola Martinović
- Ivan Nikolić

## Działalność

### Funkcje podstawowe
Bank emisyjny. Narodowy Bank Serbii ma wyłączne prawo emitowania znaków pieniężnych będących prawnym środkiem płatniczym w Serbii. NBS określa wielkość ich emisji oraz moment wprowadzenia do obiegu, za którego płynność odpowiada. Ponadto, organizuje obieg pieniężny i reguluje ilość pieniądza w obiegu.
Bank banków. Narodowy Bank Serbii pełni w stosunku do banków funkcje regulacyjne, które mają na celu zapewnienie stabilności sektora bankowego. Organizuje system rozliczeń pieniężnych, prowadzi bieżące rozrachunki międzybankowe i aktywnie uczestniczy w międzybankowym rynku pieniężnym. NBS jest odpowiedzialny za stabilność i bezpieczeństwo całego systemu bankowego. Pełniąc funkcję banku banków, sprawuje kontrolę nad działalnością banków, a w szczególności nad przestrzeganiem przepisów prawa bankowego. 
Centralny bank państwa. Narodowy Bank Serbii prowadzi obsługę bankową budżetu państwa, prowadzi rachunki bankowe rządu oraz realizuje ich zlecenia płatnicze. Do zadań banku należy także prowadzenie gospodarki rezerwami dewizowymi oraz prowadzenie działalności dewizowej.
Nadzór finansowy. NBS odpowiada za nadzór sektora bankowego, ubezpieczeniowego, funduszy emerytalnych a także instytucji leasingu finansowego.

### Działalność dodatkowa
- Działalność statystyczna. W ramach działalności statystycznej zbierane, przetwarzane i publikowane są m.in. dane dotyczące: bilansu płatniczego i międzynarodowej pozycji inwestycyjnej, inflacji, statystyk pieniężnych i bankowych[6].

- Analizy i badania ekonomiczne. NBS prowadzi i wspiera działalność analityczną i badawczą w zakresie szeroko rozumianej ekonomii i finansów. Wyniki tej działalności publikowane są m.in. w następujących opracowaniach:
  - „Inflation Report” – analiza kwartalna[7]
  - „Annual Financial Stability Report” – publikacja roczna[8]
  - „Monetary Policy Report” – publikacja roczna i półroczna[9]